# Институт нефти и технологий
Институт нефти и технологий (ИНТех) — российское профессиональное учебное заведение в Сургуте, Ханты-Мансийский автономный округ — Югра. Готовит специалистов среднего звена в нефтегазовой отрасли. Является филиалом Югорского государственного университета.

## История
Основан в 1973 году как Сургутский вечерний нефтяной техникум с филиалом в Нефтеюганске. Первым директором в 1973—1974 годах был Шевнин Владислав Фёдорович. Изначально обучение осуществлялось по трём специальностям:
- «Бурение нефтяных и газовых скважин»;
- «Эксплуатация нефтяных и газовых скважин»;
- «Оборудование нефтяных и газовых промыслов».

1976 год — реорганизация Сургутского вечернего нефтяного техникума в Сургутский нефтяной техникум.
1987 год — переезд в новое учебное здание, открытие филиала в Ноябрьске.
2007 год — включение в состав Югорского государственного университета.
2021 год — переименование Сургутского нефтяного техникума в Институт нефти и технологий.

## Устройство
В 2020 году имеется 5 специальностей:
- «Монтаж и техническая эксплуатация промышленного оборудования»,
- «Техническое обслуживание и ремонт автотранспорта»,
- «Бурение нефтяных и газовых скважин»,
- «Переработка нефти и газа»,
- «Разработка и эксплуатация нефтяных и газовых месторождений».

Принимаются абитуриенты с 9 или 11 классами образования.